# Pseudorhadinorhynchus mujibi
Pseudorhadinorhynchus mujibi är en hakmaskart som beskrevs av Gupta och Nagui 1983. Pseudorhadinorhynchus mujibi ingår i släktet Pseudorhadinorhynchus och familjen Illiosentidae. Inga underarter finns listade i Catalogue of Life.